# Лобоцкий, Анатолий Анатольевич
Анато́лий Анато́льевич Лобо́цкий (род. 14 января 1959, Тамбов) — советский и российский актёр театра и кино. Народный артист Российской Федерации (2013).

## Биография
Анатолий Лобоцкий родился 14 января 1959 года в городе Тамбове, в семье служащих. Отец — журналист, мать — библиотекарь.
В 1979 году окончил режиссёрский факультет Тамбовского филиала Московского государственного института культуры.
В 1985 году окончил Государственный институт театрального искусства имени А. В. Луначарского (ГИТИС) (мастерская народного артиста СССР Андрея Александровича Гончарова) на одном курсе с Ольгой Прокофьевой, сразу после чего был принят в труппу Московского академического театра имени Владимира Маяковского, где служит по настоящее время.
В 2000 году снялся у режиссёра Владимира Меньшова в мелодраматическом художественном фильме «Зависть богов», в котором сыграл главную роль. За этот фильм актёр получил приз за лучшую мужскую роль на IX Всероссийском кинофестивале «Виват, кино России!» в Санкт-Петербурге. Кинокартина принесла Лобоцкому широкую известность и с тех пор он активно снимается в фильмах и телесериалах.

Оценивая значимость Анатолия Лобоцкого в кино, Владимир Меньшов сказал:
Мне кажется, что мы открыли действительно звезду, которая сейчас востребована в кинематографе.
В 2001 году Лобоцкий дебютировал в антрепризном спектакле «Играем Стриндберг-блюз».

## Творчество

### Роли в театре

#### Московский академический театр имени Владимира Маяковского
- 2000 «Дети Ванюшина» С. Найдёнова, режиссёр А. Гончаров — Константин
- «Играем Стриндберг-блюз»
- «Два дня из жизни бывшего капитана»
- «И свет во тьме светит» (фильм-спектакль)
- «Кукольный дом» (фильм-спектакль)
- «Чума на оба ваши дома!» (фильм-спектакль)
- «Забавы Дон Жуана»
- «Карлик»
- «Иван-царевич»
- «Завтра была война»
- «Опасный поворот»
- «Ваш выход, мадам, или Интриги гламура»
- 2012 (по настоящее время) — «Таланты и поклонники» по одноимённой пьесе Александра Островского (режиссёр — Миндаугас Карбаускис; премьера — 21 января 2012 года) — Иван Семёныч Великатов, очень богатый помещик, владелец отлично устроенных имений и заводов, отставной кавалерист
- 2012 (по настоящее время) — «Господин Пунтила и его слуга Матти» по одноимённой комедии немецкого драматурга Бертольта Брехта (режиссёр — Миндаугас Карбаускис; премьера — 13 ноября 2012 года) — Матти, шофёр господина Пунтилы
- 2013 (по настоящее время) — «Кант» по пьесе Марюса Ивашкявичуса (режиссёр — Миндаугас Карбаускис; премьера — 17 декабря 2013 года) — Мартин Лямпе, слуга немецкого философа Иммануила Канта, бывший рядовой прусской армии
- 2015 — «Последние» по одноимённой пьесе Максима Горького (режиссёр — Никита Кобелев; премьера — 9 апреля 2015 года) — Иван Коломийцев, бывший полицмейстер[4]
- 2017 (по настоящее время) — «Пигмалион» по одноимённой пьесе Бернарда Шоу (постановка — Леонид Хейфец; премьера — 8 декабря 2017 года) — Пикеринг, полковник, «приятный тип старого армейца», 2020 (по настоящее время) — Генри Хигинс (ввод)[5]
- 2018 (по настоящее время) — «Обломов» по роману И. А. Гончарова (режиссёр — Миндаугас Карбаускис; премьера — 21 декабря 2018 года) — Захар
- 2021 (по настоящее время) — «Школа жён» по пьесе Жана-Батиста-Мольера режиссёр Миндаугас Карбаускис; премьера — 17 и 18 апреля 2021 года) — Арнольф, иначе называемый господином де ла Суш[6]

#### Рижский театр русской драмы
- «Чайка» по одноимённой пьесе А. П. Чехова — Борис Алексеевич Тригорин, беллетрист

### Фильмография
- 1988 — Объективные обстоятельства — Андрей, брат Ваниной, инженер технического отдела
- 1990 — Два дня из жизни бывшего капитана — Павел Голубев, подследственный; капитан милиции, оперуполномоченный
- 1992 — Мелочи жизни — Роман Букреев («папа Карло»), подчинённый Вологдина
- 1994 — Кукольный дом —
- 2000 — Зависть богов — Андрэ, французский журналист и переводчик русского происхождения
- 2000 — Тихие омуты — Алексей Ёжиков, бизнесмен
- 2000—2001 — Дальнобойщики (7-я серия «Зелёные бригады») — лидер бригады «зелёных»
- 2001 — Люди и тени — Георгий Соколин / Джанкарло Мерлони
- 2001—2004 — На углу, у Патриарших (серии № 9, 10) — Анатолий Васильевич Одинцов, полковник
- 2001 — Наследницы — Юрий, друг Леры
- 2000—2001 — Ростов-папа (серия № 2 «Мужчины его женщины») — Андрей Андреевич
- 2003 — Другая женщина, другой мужчина — Андрей, бизнесмен-миллионер, муж Нины
- 2003 — Сыщик без лицензии — Руслан Николаевич Дронов, частный детектив, бывший следователь прокуратуры
- 2004 — Крёстный сын — Роман Изотов, издатель, друг и компаньон Дмитрия Павлова
- 2004 — Не в деньгах счастье — Вячеслав
- 2004 — Только ты — Красовский, отец Стаса
- 2005 — Наследницы 2 — Юрий, муж Леры
- 2006 — Волчица — Пьетро Дель Вито, итальянец
- 2006 — Из пламя и света… — Юрий Петрович Лермонтов, отец Мишеля
- 2006 — Не было бы счастья… — Виктор
- 2006 — Под Большой медведицей — эпизод
- 2006 — Сыщики 5 (серии № 9-10 «Золотой медальон») — Михаил Евгеньевич Крылов, начальник охраны
- 2006 — Психопатка — Владимир Павлович Кочевников («Дон»), капитан милиции, старший следователь по особо важным делам
- 2007 — Ворожея — Дмитрий Демидов, отец Евгении
- 2007 — Грустная дама червей — Олег Троицкий, известный джазовый саксофонист, новый сосед пианистки Карины
- 2007 — Здравствуйте Вам! — Олег, муж Анны
- 2007 — Личная жизнь доктора Селивановой — Александр Николаевич Горчаков (Шурик)
- 2007 — Третий лишний — врач-психиатр
- 2008 — Долгожданная любовь — Виктор Николаевич, галерист
- 2008 — Дорога, ведущая к счастью — Виктор Андреевич, муж Елены
- 2008 — Каникулы любви — Сергей Громов, бизнесмен, сосед Святозаровых
- 2008 — Крылья ангела — Вадим Сергеевич, врач
- 2008 — Непрощённые — Толик
- 2009 — Адмиралъ (сериал) — Алексей Фёдорович Челышев, граф
- 2009 — Катя. Военная история — Иван Александрович Гордеев, отец Нины
- 2009 — Танго с ангелом — Михаил Олегович Верницкий, музыкант, отец Ивана, бывший муж Лидии
- 2010 — Большой вальс —
- 2010 — Гадание при свечах — Алексей Васильевич Шеметов
- 2010 — Поп — Иван Фёдорович Фрайгаузен, полковник
- 2010 — Сорок третий номер — Туманов, начальник КГБ
- 2010 — Терапия любовью — Евгений Александрович
- 2010 — Судмедэксперты — Алексей Мартынович Гаспаров
- 2011 — Катя. Продолжение — Иван Александрович Гордеев, отец Нины
- 2011 — Пончик Люся — Иван Батурин (Власов), муж Марии
- 2011 — Люба. Любовь — Павел Григорьевич Левин, бизнесмен, владелец клиники
- 2011 — Понаехали тут — Дмитрий Юрьевич Арсеньев
- 2011 — Ярость (фильм № 6 «Выстрел в парке») — Андрей Григорьевич Кучеров («Кучер»), криминальный «авторитет»
- 2012 — Вероника. Потерянное счастье — Артамонов
- 2012 — Правила жизни — Сергей
- 2012 — Откровения. Реванш (серия № 3 «Кухня») — продавец собственной элитной московской квартиры, директор рекламного агентства
- 2012 — МУР. Третий фронт — Николай Сидорович Сорока, куратор от ЦК КПСС
- 2012 — Молодожёны — Леонид
- 2012 — Подари мне воскресенье — Олег Сергеевич Забелин, отец Оли
- 2013 — Берега любви — Александр Васильевич Власов, врач
- 2013 — Молодёжка — Станислав Михайлович Костров, отец Александра Кострова, профессор кафедры высшей математики в ВУЗе
- 2013 — Сводная сестра — Павел Максимович Кораблёв, отец Анастасии
- 2013 — Иллюзия счастья — Валерий Ильич Агапов, декан факультета
- 2014 — Верни мою любовь — Питер Штейн, вице-президент компании
- 2014 — Земский доктор. Любовь Вопреки — Олег Андреевич
- 2014 — Профессионал — Артур Иванович («Антарктида»), криминальный авторитет
- 2014 — Розыгрыш — Геннадий Сергеевич Долгожилов, чиновник
- 2014 — Чемпионы — Вячеслав Аркадьевич Быков, главный тренер сборной России по хоккею
- 2014 — Чужая жизнь — Виктор Александрович, следователь
- 2015 — Своя чужая — Николай Николаевич Селезнёв, полковник полиции, начальник управления уголовного розыска
- 2015 — Бариста — Ян Викторович Нагин
- 2015 — Не пара — Игорь Петрович, полковник
- 2015 — Такая порода — Василий Григорьевич Гаврилов, бизнесмен
- 2016 — Следователь Тихонов (фильм № 9 «Ещё одно дело Тихонова») — Олег Ставицкий, врач, любовник Зои Рыбаковой
- 2016 — Дилетант — Сергей Иннокентьевич Мартов, отец Дениса
- 2016 — Подсадная утка — Виктор, бизнесмен, отец Киры
- 2016 — Забудь меня, мама! — Леонид Камышев, бывший муж Антонины, отец Павла
- 2017 — Чёрная кровь (Беларусь, Россия) — Литвинов
- 2017 — Мата Хари (Россия, Португалия) — месье Эжен Молье
- 2018 — Исправленному верить — Борис Сергеевич Вольф, нотариус
- 2018 — Хор — Евгений Синельский, композитор
- 2019 — Старая гвардия — Сапронов
- 2019 — Прыжок Богомола — «Доктор»
- 2020 — Калашников — полковник Глухов
- 2020 — Детектив на миллион. Жертвы искусства — Чайкин
- 2020 — Смерть в объективе. Аура убийства — Арсений Фишер, отец Феликса
- 2022 — Художник — Евгений Рудаков, посол СССР в Колумбии
- 2022 — За полчаса до весны — Петр Миронович Машеров, Первый секретарь ЦК Компартии БССР

### Озвучивание мультфильмов
- 2006 — Жихарка — текст от автора
- 2006 — Не скажу! — царевич Василий / торговец на базаре / текст от автора
- 2006 — Сердце зверя — текст заставки

Озвучивание аудиокниг
- 2022 — Лёка и песочные часы

## Признание заслуг

### Государственные награды Российской Федерации
- 1998 — почётное звание «Заслуженный артист Российской Федерации» — за большие заслуги в развитии театрального искусства[7].
- 2013 — почётное звание «Народный артист Российской Федерации» — за большие заслуги в области кинематографического, музыкального, театрального и хореографического искусства[8][9].
- 2019 — Орден Дружбы — за большой вклад в развитие отечественной культуры и искусства, многолетнюю плодотворную деятельность[10].

### Общественные награды
- 2001 — приз за лучшую мужскую роль на IX Всероссийском кинофестивале «Виват, кино России!» в Санкт-Петербурге — за роль французского журналиста Андрэ в мелодраматическом художественном фильме «Зависть богов» (2000) режиссёра Владимира Меньшова[1][3].